# Estrutura criptovulcânica
Estrutura criptovolcânica (ou estrutura de criptoexplosão) é a designação dada em geologia e geomorfologia a uma estrutura geológica qua aparenta ter resultado de uma explosão de causa desconhecida. O termo é atualmente considerado obsoleto, já que os conhecimentos e técnicas analíticas atuais permitem determinar a causa da vasta maioria dos traços de explosão presentes na crosta terrestre.

## Descrição
Em tempos, era comum utilizar estas designações para descrever locais onde existiam provas geológicas de uma explosão em grande escala na crosta terrestre, mas sem provas definitivas da causa, como seja a presença de rochas vulcânicas reconhecíveis. Estes locais são geralmente circulares, com sinais de deformação anómala das rochas, contrastando com a região circundante, e muitas vezes mostrando evidências de que o material da crosta tinha sido elevado ou soprado para fora.
A hipótese mais comum para explicar estas estruturas era que a causa seria uma forma invulgar de vulcanismo ou uma explosão de gás com origem na crosta. 
O uso do termo desapareceu com o surgimento da ciência do reconhecimento de crateras de impacto no final do século XX. A maioria das estruturas descritas como cripto-explosões revelaram-se crateras de impacto erodidas, causadas pelo impacto de meteoritos. Atualmente, os geólogos rejeitam as antigas teorias de cripto-explosão.